# Segunda fase da Copa Libertadores da América de 2010
A segunda fase da Copa Libertadores da América de 2010, também conhecida como fase de grupos, foi disputada entre os dias 9 de fevereiro e 22 de abril. O sorteio dos grupos ocorreu em Assunção, no Paraguai, em 27 de novembro de 2009.
O campeão e os melhores seis segundos colocados de cada grupo ao final de seis jogos disputados avançaram à fase final, iniciando a partir das oitavas-de-final.

## Critérios de desempate
De acordo com o regulamento estabelecido para esta edição, caso duas ou mais equipes empatassem em números de pontos ao final da segunda fase, os seguintes critérios seriam aplicados:
1. melhor saldo de gols entre as equipes em questão;
2. maior número de gols marcados entre as equipes em questão;
3. maior número de gols marcados como visitante entre as equipes em questão;
4. sorteio.

## Grupos
|  | Equipes classificadas para a fase final                |
|  | Equipes classificadas como melhores segundos colocados |
|  | Equipes eliminadas                                     |

Todas as partidas estão no horário local.

### Grupo 1
| Equipe                 | Pts | J | V | E | D | GP | GC | SG |
| ---------------------- | --- | - | - | - | - | -- | -- | -- |
| Corinthians            | 16  | 6 | 5 | 1 | 0 | 9  | 3  | +6 |
| Racing                 | 8   | 6 | 2 | 2 | 2 | 4  | 5  | –1 |
| Independiente Medellín | 6   | 6 | 1 | 3 | 2 | 3  | 4  | –1 |
| Cerro Porteño          | 2   | 6 | 0 | 2 | 4 | 3  | 7  | –4 |

| 11 de fevereiro | Cerro Porteño | 1 – 1     | Independiente Medellín | Estádio Defensores del Chaco, Assunção    |
| 20:15 (UTC-3)   | Ramírez 56'   | Relatório | Pardo 17'              | Público: 16,000 Árbitro: ARG Saúl Laverni |

| 24 de fevereiro | Corinthians    | 2 – 1     | Racing         | Estádio do Pacaembu, São Paulo |
| 21:50 (UTC-3)   | Elias 10', 70' | Relatório | Cauteruccio 1' | Árbitro: BOL Raúl Orosco       |

| 9 de março    | Racing                         | 2 – 1     | Cerro Porteño | Estádio Centenario, Montevidéu |
| 20:00 (UTC-3) | Mirabaje 19' · Cauteruccio 69' | Relatório | Cáceres 84'   | Árbitro: ARG Federico Beligoy  |

| 10 de março   | Independiente Medellín | 1 – 1     | Corinthians  | Estádio El Campín, Bogotá    |
| 19:50 (UTC-5) | Valoyes 76'            | Relatório | Dentinho 85' | Árbitro: ARG Sergio Pezzotta |

| 17 de março   | Cerro Porteño | 0 – 1     | Corinthians | Estádio Defensores del Chaco, Assunção |
| 21:50 (UTC-3) |               | Relatório | Ronaldo 41' | Árbitro: CHI Pablo Pozo                |

| 18 de março   | Independiente Medellín | 0 – 0     | Racing | Estádio Palogrande, Manizales |
| 21:45 (UTC-5) |                        | Relatório |        | Árbitro: VEN Juan Soto        |

| 25 de março   | Racing       | 1 – 0     | Independiente Medellín | Estádio Gran Parque Central, Montevidéu |
| 21:15 (UTC-3) | Ostolaza 75' | Relatório |                        | Árbitro: ARG Diego Abal                 |

| 1 de abril    | Corinthians              | 2 – 1     | Cerro Porteño  | Estádio do Pacaembu, São Paulo |
| 19:15 (UTC-3) | Ronaldo 37' · Chicão 64' | Relatório | dos Santos 80' | Árbitro: PER Víctor Carrillo   |

| 8 de abril    | Independiente Medellín | 1 – 0     | Cerro Porteño | Estádio Atanasio Girardot, Medellín |
| 18:15 (UTC-5) | Arias 56'              | Relatório |               | Árbitro: PER Georges Buckley        |

| 14 de abril   | Racing | 0 – 2     | Corinthians              | Estádio Gran Parque Central, Montevidéu |
| 21:50 (UTC-3) |        | Relatório | Dentinho 18' · Elias 87' | Árbitro: ARG Héctor Baldassi            |

| 22 de abril   | Cerro Porteño | 0 – 0     | Racing | Estádio Defensores del Chaco, Assunção |
| 20:50 (UTC-4) |               | Relatório |        | Árbitro: PER Víctor Rivera             |

| 22 de abril   | Corinthians         | 1 – 0     | Independiente Medellín | Estádio do Pacaembu, São Paulo |
| 21:50 (UTC-3) | Valencia 23' (g.c.) | Relatório |                        | Árbitro: ARG Federico Beligoy  |

### Grupo 2
| Equipe      | Pts | J | V | E | D | GP | GC | SG |
| ----------- | --- | - | - | - | - | -- | -- | -- |
| São Paulo   | 13  | 6 | 4 | 1 | 1 | 9  | 2  | +7 |
| Once Caldas | 11  | 6 | 3 | 2 | 1 | 8  | 5  | +3 |
| Monterrey   | 6   | 6 | 1 | 3 | 2 | 5  | 8  | –3 |
| Nacional    | 3   | 6 | 1 | 0 | 5 | 3  | 10 | –7 |

| 9 de fevereiro | Nacional | 0 – 2     | Once Caldas                  | Estádio Defensores del Chaco, Assunção       |
| 19:20 (UTC-3)  |          | Relatório | Castrillón 23' · Santoya 65' | Público: 6,000 Árbitro: ARG Federico Beligoy |

| 10 de fevereiro | São Paulo           | 2 – 0     | Monterrey | Estádio do Morumbi, São Paulo                |
| 21:50 (UTC-3)   | Washington 13', 76' | Relatório |           | Público: 27,926 Árbitro: ARG Sergio Pezzotta |

| 24 de fevereiro | Monterrey                  | 2 – 1     | Nacional          | Estádio Tecnológico, Monterrey |
| 21:10 (UTC-6)   | Santana 60' · Martínez 68' | Relatório | Miranda 67' (pen) | Árbitro: PER Víctor Rivera     |

| 25 de fevereiro | Once Caldas            | 2 – 1     | São Paulo        | Estádio Palogrande, Manizales |
| 19:10 (UTC-5)   | Uribe 50' · Moreno 71' | Relatório | Rogério Ceni 33' | Árbitro: CHI Pablo Pozo       |

| 10 de março   | Once Caldas  | 1 – 1     | Monterrey   | Estádio Palogrande, Manizales  |
| 17:30 (UTC-5) | Valencia 58' | Relatório | Morales 33' | Árbitro: BOL Joaquín Antequera |

| 11 de março   | Nacional | 0 – 2     | São Paulo           | Estádio Defensores del Chaco, Assunção |
| 19:00 (UTC-3) |          | Relatório | Washington 59', 89' | Árbitro: CHI Enrique Osses             |

| 17 de março   | Monterrey                        | 2 – 2     | Once Caldas                | Estádio Tecnológico, Monterrey |
| 21:15 (UTC-6) | Martínez 18' (pen) · Cardozo 46' | Relatório | Moreno 1' · Castrillón 66' | Árbitro: PER Georges Buckley   |

| 18 de março   | São Paulo                                     | 3 – 0     | Nacional | Estádio do Morumbi, São Paulo |
| 21:30 (UTC-3) | Dagoberto 29' · Léo Lima 32' · Washington 54' | Relatório |          | Árbitro: URU Darío Ubriaco    |

| 31 de março   | Monterrey | 0 – 0     | São Paulo | Estádio Tecnológico, Monterrey |
| 18:50 (UTC-6) |           | Relatório |           | Árbitro: ARG Saúl Laverni      |

| 1 de abril    | Once Caldas  | 1 – 0     | Nacional | Estádio Palogrande, Manizales |
| 21:45 (UTC-5) | Valencia 14' | Relatório |          | Árbitro: VEN Mayker Gómez     |

| 21 de abril   | Nacional                  | 2 – 0     | Monterrey | Estádio Defensores del Chaco, Assunção |
| 20:50 (UTC-4) | Paniagua 4' · Beltrán 67' | Relatório |           | Árbitro: BOL Raúl Orosco               |

| 21 de abril   | São Paulo       | 1 – 0     | Once Caldas | Estádio do Morumbi, São Paulo |
| 21:50 (UTC-3) | Fernandinho 40' | Relatório |             | Árbitro: ARG Diego Abal       |

### Grupo 3
| Equipe       | Pts | J | V | E | D | GP | GC | SG |
| ------------ | --- | - | - | - | - | -- | -- | -- |
| Estudiantes  | 13  | 6 | 4 | 1 | 1 | 11 | 5  | +6 |
| Alianza Lima | 12  | 6 | 4 | 0 | 2 | 12 | 7  | +5 |
| Juan Aurich  | 6   | 6 | 2 | 0 | 4 | 7  | 13 | –6 |
| Bolívar      | 4   | 6 | 1 | 1 | 4 | 3  | 8  | –5 |

| 10 de fevereiro | Bolívar            | 1 – 3     | Alianza Lima                       | Estádio Hernando Siles, La Paz |
| 17:30 (UTC-4)   | Ferreira 89' (pen) | Relatório | Fernández 73', 74' · Montaño 90+1' | Árbitro: ECU Samuel Haro       |

| 11 de fevereiro | Estudiantes                                        | 5 – 1     | Juan Aurich | Estádio José Luis Meiszner, Quilmes |
| 20:15 (UTC-3)   | Boselli 6' (pen), 59', 72' · Ré 43' · González 89' | Relatório | Tejada 34'  | Árbitro: BRA Sálvio Fagundes        |

| 18 de fevereiro | Alianza Lima                          | 4 – 1     | Estudiantes | Estádio Alejandro Villanueva, Lima |
| 19:30 (UTC-5)   | Aguirre 17', 33', 74' · Fernández 83' | Relatório | Sosa 1'     | Árbitro: VEN Marlon Escalante      |

| 24 de fevereiro | Juan Aurich               | 2 – 0     | Bolívar | Estádio Elías Aguirre, Chiclayo |
| 17:30 (UTC-5)   | Ciciliano 9' · Tejada 36' | Relatório |         | Árbitro: CHI Patricio Polic     |

| 9 de março    | Bolívar | 0 – 0     | Estudiantes | Estádio Hernando Siles, La Paz |
| 18:00 (UTC-4) |         | Relatório |             | Árbitro: PAR Carlos Galeano    |

| 10 de março   | Alianza Lima                  | 2 – 0     | Juan Aurich | Estádio Alejandro Villanueva, Lima |
| 19:50 (UTC-5) | Fernández 41' · Tragodara 59' | Relatório |             | Árbitro: PER Percy Rojas           |

| 16 de março   | Juan Aurich                                        | 4 – 2     | Alianza Lima            | Estádio Elías Aguirre, Chiclayo |
| 20:00 (UTC-5) | Guizasola 25' · Tejada 44' · Manco 59' · Ascoy 86' | Relatório | Sánchez 3' · Ovelar 72' | Árbitro: BRA Carlos Simon       |

| 23 de março   | Estudiantes            | 2 – 0     | Bolívar | Estádio José Luis Meiszner, Quilmes |
| 19:30 (UTC-3) | Sosa 50' · Boselli 78' | Relatório |         | Árbitro: BRA Marcelo Henrique       |

| 30 de março   | Juan Aurich | 0 – 2     | Estudiantes               | Estádio Elías Aguirre, Chiclayo |
| 20:30 (UTC-5) |             | Relatório | Fernández 51' · Braña 67' | Árbitro: PAR Carlos Amarilla    |

| 8 de abril    | Alianza Lima | 1 – 0     | Bolívar | Estádio Alejandro Villanueva, Lima |
| 20:30 (UTC-5) | Fernández 6' | Relatório |         | Árbitro: VEN Juan Soto             |

| 20 de abril   | Bolívar                  | 2 – 0     | Juan Aurich | Estádio Hernando Siles, La Paz |
| 20:15 (UTC-4) | Flores 71' · da Rosa 87' | Relatório |             | Árbitro: CHI Jorge Osório      |

| 20 de abril   | Estudiantes       | 1 – 0     | Alianza Lima | Estádio José Luis Meiszner, Quilmes |
| 21:15 (UTC-3) | Verón 90+4' (pen) | Relatório |              | Árbitro: URU Roberto Silvera        |

### Grupo 4
| Equipe        | Pts | J | V | E | D | GP | GC | SG  |
| ------------- | --- | - | - | - | - | -- | -- | --- |
| Libertad      | 12  | 6 | 3 | 3 | 0 | 10 | 3  | +7  |
| Universitario | 10  | 6 | 2 | 4 | 0 | 5  | 2  | +3  |
| Lanús         | 8   | 6 | 2 | 2 | 2 | 6  | 6  | 0   |
| Blooming      | 1   | 6 | 0 | 1 | 5 | 3  | 13 | –10 |

| 9 de fevereiro | Lanús | 0 – 2     | Libertad                    | Estádio La Fortaleza, Lanús               |
| 21:40 (UTC-3)  |       | Relatório | Gamarra 67' · Velázquez 73' | Público: 4,220 Árbitro: BRA Wilson Seneme |

| 11 de fevereiro | Blooming  | 1 – 2     | Universitario               | Estádio Ramón Tahuichi Aguilera, Santa Cruz |
| 21:30 (UTC-4)   | Gómez 88' | Relatório | Orejuela 52' · Espinoza 80' | Árbitro: PAR Julio Quintana                 |

| 16 de fevereiro | Libertad                                     | 4 – 0     | Blooming | Estádio Defensores del Chaco, Assunção |
| 21:15 (UTC-3)   | Cáceres 45' · Gamarra 68', 90+1' · Ayala 90' | Relatório |          | Árbitro: URU Roberto Silvera           |

| 17 de fevereiro | Universitario           | 2 – 0     | Lanús | Estádio Monumental, Lima |
| 21:30 (UTC-5)   | Alva 17' · Labarthe 88' | Relatório |       | Árbitro: VEN Juan Soto   |

| 25 de fevereiro | Blooming  | 1 – 4     | Lanús                                     | Estádio Ramón Tahuichi Aguilera, Santa Cruz |
| 18:00 (UTC-4)   | Vieira 8' | Relatório | Blanco 23' · Salcedo 38' · Lagos 59', 75' | Árbitro: BRA Evandro Roman                  |

| 25 de fevereiro | Universitario | 0 – 0     | Libertad | Estádio Monumental, Lima |
| 21:20 (UTC-5)   |               | Relatório |          | Árbitro: ECU Omar Ponce  |

| 23 de março   | Libertad  | 1 – 1     | Universitario | Estádio Defensores del Chaco, Assunção |
| 21:45 (UTC-3) | Ayala 57' | Relatório | Ramírez 88'   | Árbitro: BRA Sálvio Fagundes           |

| 24 de março   | Lanús             | 1 – 0     | Blooming | Estádio La Fortaleza, Lanús |
| 19:30 (UTC-3) | Salcedo 16' (pen) | Relatório |          | Árbitro: CHI Patricio Polic |

| 30 de março   | Libertad | 1 – 1     | Lanús         | Estádio Defensores del Chaco, Assunção |
| 20:15 (UTC-3) | Román 2' | Relatório | Velázquez 83' | Árbitro: BRA Paulo César de Oliveira   |

| 6 de abril    | Universitario | 0 – 0     | Blooming | Estádio Monumental, Lima |
| 20:30 (UTC-5) |               | Relatório |          | Árbitro: BRA Héber Lopes |

| 15 de abril   | Lanús | 0 – 0     | Universitario | Estádio La Fortaleza, Lanús |
| 19:30 (UTC-3) |       | Relatório |               | Árbitro: BRA Carlos Simon   |

| 15 de abril   | Blooming    | 1 – 2     | Libertad                | Estádio Ramón Tahuichi Aguilera, Santa Cruz |
| 18:30 (UTC-4) | Hurtado 27' | Relatório | Román 39' · Gamarra 53' | Árbitro: URU Jorge Larrionda                |

### Grupo 5
| Equipe          | Pts | J | V | E | D | GP | GC | SG |
| --------------- | --- | - | - | - | - | -- | -- | -- |
| Internacional   | 12  | 6 | 3 | 3 | 0 | 8  | 2  | +6 |
| Deportivo Quito | 10  | 6 | 3 | 1 | 2 | 5  | 7  | –2 |
| Cerro           | 8   | 6 | 2 | 2 | 2 | 5  | 5  | 0  |
| Emelec          | 2   | 6 | 0 | 2 | 4 | 2  | 6  | –4 |

| 9 de fevereiro | Cerro                 | 2 – 0     | Deportivo Quito | Estádio Centenario, Montevidéu           |
| 18:00 (UTC-2)  | Dadomo 19' · Mora 62' | Relatório |                 | Público: 6,081 Árbitro: CHI Jorge Osório |

| 23 de fevereiro | Internacional            | 2 – 1     | Emelec     | Estádio Beira-Rio, Porto Alegre |
| 21:50 (UTC-3)   | Nei 52' · Alecsandro 87' | Relatório | Quiróz 48' | Árbitro: ARG Diego Abal         |

| 11 de março   | Emelec    | 1 – 2     | Cerro                      | Estádio George Capwell, Guaiaquil |
| 19:15 (UTC-5) | Pérez 70' | Relatório | Caballero 52' · Dadomo 67' | Árbitro: PER Víctor Carrillo      |

| 11 de março   | Deportivo Quito | 1 – 1     | Internacional | Estádio Olímpico Atahualpa, Quito |
| 21:30 (UTC-5) | Minda 33'       | Relatório | Giuliano 39'  | Árbitro: COL José Buitrago        |

| 18 de março   | Cerro | 0 – 0     | Internacional | Estádio Atilio Paiva Olivera, Rivera |
| 19:15 (UTC-3) |       | Relatório |               | Árbitro: ARG Saúl Laverni            |

| 25 de março   | Deportivo Quito | 1 – 0     | Emelec | Estádio Olímpico Atahualpa, Quito |
| 19:15 (UTC-5) | Arroyo 64'      | Relatório |        | Árbitro: ECU José Espinel         |

| 31 de março   | Internacional                      | 2 – 0     | Cerro | Estádio Beira-Rio, Porto Alegre |
| 21:50 (UTC-3) | Ibáñez 57' (g.c.) · Alecsandro 71' | Relatório |       | Árbitro: PAR Carlos Torres      |

| 1 de abril    | Emelec | 0 – 1     | Deportivo Quito     | Estádio George Capwell, Guaiaquil |
| 19:30 (UTC-5) |        | Relatório | Hurtado 90+1' (pen) | Árbitro: ECU Samuel Haro          |

| 13 de abril   | Deportivo Quito      | 2 – 1     | Cerro            | Estádio Olímpico Atahualpa, Quito |
| 18:15 (UTC-5) | Mina 20' · Checa 87' | Relatório | Dadomo 26' (pen) | Árbitro: COL Óscar Ruiz           |

| 14 de abril   | Emelec | 0 – 0     | Internacional | Estádio George Capwell, Guaiaquil |
| 17:30 (UTC-5) |        | Relatório |               | Árbitro: VEN Marlon Escalante     |

| 22 de abril   | Internacional                                | 3 – 0     | Deportivo Quito | Estádio Beira-Rio, Porto Alegre |
| 19:30 (UTC-3) | Andrezinho 3' · Bolívar 60' · Giuliano 90+2' | Relatório |                 | Árbitro: PAR Carlos Amarilla    |

| 22 de abril   | Cerro | 0 – 0     | Emelec | Estádio Centenario, Montevidéu |
| 19:30 (UTC-3) |       | Relatório |        | Árbitro: BOL Iván Gamboa       |

### Grupo 6
| Equipe           | Pts | J | V | E | D | GP | GC | SG |
| ---------------- | --- | - | - | - | - | -- | -- | -- |
| Nacional         | 12  | 6 | 3 | 3 | 0 | 9  | 4  | +5 |
| Banfield         | 11  | 6 | 3 | 2 | 1 | 13 | 8  | +5 |
| Monarcas Morelia | 5   | 6 | 1 | 2 | 3 | 4  | 8  | –4 |
| Deportivo Cuenca | 4   | 6 | 1 | 1 | 4 | 7  | 13 | –6 |

| 10 de fevereiro | Banfield                    | 2 – 1     | Monarcas Morelia | Estádio Florencio Sola, Banfield |
| 18:30 (UTC-3)   | Rodríguez 55' · Battión 79' | Relatório | Rey 90'          | Árbitro: PAR Antonio Arias       |

| 11 de fevereiro | Nacional                           | 3 – 2     | Deportivo Cuenca          | Estádio Gran Parque Central, Montevidéu |
| 19:00 (UTC-2)   | Regueiro 46', 65' · A. Morales 85' | Relatório | Granda 25' · Escalada 67' | Árbitro: CHI Enrique Osses              |

| 17 de fevereiro | Deportivo Cuenca | 1 – 4     | Banfield                                        | Estádio Alejandro Serrano Aguilar, Cuenca |
| 19:15 (UTC-5)   | Méndez 86' (pen) | Relatório | Erviti 35' · Fernández 38', 60' · Rodríguez 71' | Árbitro: COL Wilmar Roldán                |

| 23 de fevereiro | Monarcas Morelia | 0 – 0     | Nacional | Estádio Morelos, Morelia       |
| 21:10 (UTC-6)   |                  | Relatório |          | Árbitro: COL Francisco Peñuela |

| 9 de março    | Deportivo Cuenca          | 2 – 0     | Monarcas Morelia | Estádio Alejandro Serrano Aguilar, Cuenca |
| 21:30 (UTC-5) | Méndez 59' · Escalada 83' | Relatório |                  | Árbitro: VEN Giovanni Pierluzo            |

| 10 de março   | Nacional                 | 2 – 2     | Banfield                 | Estádio Centenario, Montevidéu |
| 20:30 (UTC-2) | Varela 6' · Regueiro 41' | Relatório | Rodríguez 18', 37' (pen) | Árbitro: BRA Héber Lopes       |

| 16 de março   | Banfield | 0 – 2     | Nacional               | Estádio Florencio Sola, Banfield |
| 19:30 (UTC-3) |          | Relatório | Coates 34' · Godoy 41' | Árbitro: BRA Wilson Seneme       |

| 16 de março   | Monarcas Morelia  | 2 – 1     | Deportivo Cuenca | Estádio Morelos, Morelia   |
| 21:15 (UTC-6) | Borgetti 19', 27' | Relatório | Ladines 76'      | Árbitro: PER Víctor Rivera |

| 31 de março   | Monarcas Morelia | 1 – 1     | Banfield   | Estádio Morelos, Morelia |
| 21:10 (UTC-6) | Borgetti 78'     | Relatório | Laso 90+2' | Árbitro: COL Óscar Ruiz  |

| 7 de abril    | Deportivo Cuenca | 0 – 0     | Nacional | Estádio Alejandro Serrano Aguilar, Cuenca |
| 17:30 (UTC-5) |                  | Relatório |          | Árbitro: CHI Pablo Pozo                   |

| 21 de abril   | Nacional                  | 2 – 0     | Monarcas Morelia | Estádio Gran Parque Central, Montevidéu |
| 19:30 (UTC-3) | Regueiro 4' · Pereyra 78' | Relatório |                  | Árbitro: BRA Paulo César de Oliveira    |

| 21 de abril   | Banfield                                            | 4 – 1     | Deportivo Cuenca | Estádio Florencio Sola, Banfield |
| 19:30 (UTC-3) | Ramírez 48', 68' · Erviti 87' · Lucchetti 90' (pen) | Relatório | Méndez 72'       | Árbitro: PAR Carlos Galeano      |

### Grupo 7
| Equipe           | Pts | J | V | E | D | GP | GC | SG |
| ---------------- | --- | - | - | - | - | -- | -- | -- |
| Vélez Sarsfield  | 13  | 6 | 4 | 1 | 1 | 10 | 5  | +5 |
| Cruzeiro         | 11  | 6 | 3 | 2 | 1 | 12 | 6  | +6 |
| Colo-Colo        | 8   | 6 | 2 | 2 | 2 | 8  | 10 | –2 |
| Deportivo Italia | 1   | 6 | 0 | 1 | 5 | 4  | 13 | –9 |

| 10 de fevereiro | Vélez Sarsfield         | 2 – 0     | Cruzeiro | Estádio José Amalfitani, Buenos Aires |
| 20:50 (UTC-3)   | Silva 5' · Martínez 77' | Relatório |          | Árbitro: URU Martín Vázquez           |

| 16 de fevereiro | Colo-Colo   | 1 – 0     | Deportivo Italia | Estádio Monumental, Santiago |
| 19:00 (UTC-3)   | Paredes 58' | Relatório |                  | Árbitro: PER Víctor Carrillo |

| 23 de fevereiro  | Deportivo Italia | 0 – 1     | Vélez Sarsfield | Estádio Olímpico da UCV, Caracas |
| 18:00 (UTC-4:30) |                  | Relatório | López 54'       | Árbitro: ECU Samuel Haro         |

| 24 de fevereiro | Cruzeiro                                                        | 4 – 1     | Colo-Colo   | Estádio Mineirão, Belo Horizonte |
| 19:30 (UTC-3)   | Thiago Ribeiro 7' · Kléber 61' (pen), 72' (pen) · Pedro Ken 68' | Relatório | Paredes 36' | Árbitro: COL Óscar Ruiz          |

| 11 de março      | Deportivo Italia          | 2 – 2     | Cruzeiro        | Estádio Olímpico da UCV, Caracas |
| 19:45 (UTC-4:30) | Blanco 11' · McIntosh 66' | Relatório | Kléber 26', 50' | Árbitro: ECU Carlos Vera         |

| 16 de março   | Colo-Colo   | 1 – 1     | Vélez Sarsfield | Estádio Monumental, Santiago |
| 22:00 (UTC-3) | Paredes 57' | Relatório | Silva 90+2'     | Árbitro: PAR Carlos Amarilla |

| 24 de março   | Cruzeiro                   | 2 – 0     | Deportivo Italia | Estádio Mineirão, Belo Horizonte |
| 21:50 (UTC-3) | Fabinho 5' · Pedro Ken 69' | Relatório |                  | Árbitro: PAR Antonio Arias       |

| 25 de março   | Vélez Sarsfield       | 2 – 1     | Colo-Colo   | Estádio José Amalfitani, Buenos Aires |
| 19:00 (UTC-3) | López 13' · Silva 29' | Relatório | Miralles 8' | Árbitro: URU Roberto Silvera          |

| 31 de março   | Cruzeiro                             | 3 – 0     | Vélez Sarsfield | Estádio Mineirão, Belo Horizonte |
| 19:30 (UTC-3) | Thiago Ribeiro 32' · Kléber 48', 54' | Relatório |                 | Árbitro: COL Wilmar Roldán       |

| 6 de abril       | Deportivo Italia                 | 2 – 3     | Colo-Colo                      | Estádio Olímpico da UCV, Caracas |
| 18:45 (UTC-4:30) | Panigutti 16' · Blanco 87' (pen) | Relatório | Bogado 27' · Miralles 39', 58' | Árbitro: MEX Marco Rodríguez     |

| 15 de abril   | Colo-Colo  | 1 – 1     | Cruzeiro           | Estádio Monumental, Santiago |
| 20:50 (UTC-4) | Millar 60' | Relatório | Thiago Ribeiro 57' | Árbitro: PAR Carlos Torres   |

| 15 de abril   | Vélez Sarsfield                        | 4 – 0     | Deportivo Italia | Estádio José Amalfitani, Buenos Aires |
| 21:50 (UTC-3) | Zapata 42' · López 47', 73' · Papa 84' | Relatório |                  | Árbitro: URU Darío Ubriaco            |

### Grupo 8
| Equipe               | Pts | J | V | E | D | GP | GC | SG |
| -------------------- | --- | - | - | - | - | -- | -- | -- |
| Universidad de Chile | 12  | 6 | 3 | 3 | 0 | 10 | 6  | +4 |
| Flamengo             | 10  | 6 | 3 | 1 | 2 | 11 | 9  | +2 |
| Universidad Católica | 7   | 6 | 1 | 4 | 1 | 5  | 5  | 0  |
| Caracas              | 2   | 6 | 0 | 2 | 4 | 5  | 11 | –6 |

| 18 de fevereiro | Universidad de Chile | 1 – 0     | Caracas | Estádio Sausalito, Viña del Mar |
| 19:15 (UTC-3)   | Olivera 2' (pen)     | Relatório |         | Árbitro: PER Georges Buckley    |

| 24 de fevereiro | Flamengo                    | 2 – 0     | Universidad Católica | Estádio do Maracanã, Rio de Janeiro |
| 21:50 (UTC-3)   | Léo Moura 10' · Adriano 55' | Relatório |                      | Árbitro: PAR Carlos Amarilla        |

| 9 de março    | Universidad Católica  | 2 – 2     | Universidad de Chile   | Estádio Francisco Sánchez Rumoroso, Coquimbo |
| 21:15 (UTC-3) | Rubio 21' · Silva 70' | Relatório | Olivera 19' · Puch 90' | Árbitro: CHI Claudio Puga                    |

| 10 de março      | Caracas       | 1 – 3     | Flamengo                                         | Estádio Olímpico da UCV, Caracas |
| 20:20 (UTC-4:30) | Castellín 65' | Relatório | Vágner Love 36' (pen), 75' · Rodrigo Alvim 90+2' | Árbitro: COL Wilmar Roldán       |

| 17 de março      | Caracas | 0 – 0     | Universidad Católica | Estádio Olímpico da UCV, Caracas |
| 18:00 (UTC-4:30) |         | Relatório |                      | Árbitro: MEX Mauricio Morales    |

| 17 de março   | Universidad de Chile        | 2 – 1     | Flamengo          | Estádio Monumental, Santiago |
| 21:50 (UTC-3) | E. Vargas 42' · Seymour 54' | Relatório | Rodrigo Alvim 50' | Árbitro: URU Jorge Larrionda |

| 24 de março   | Universidad Católica | 1 – 1     | Caracas        | Estádio San Carlos de Apoquindo, Santiago |
| 19:30 (UTC-3) | Morales 81'          | Relatório | Bustamante 51' | Árbitro: ARG Néstor Pittana               |

| 8 de abril    | Flamengo                    | 2 – 2     | Universidad de Chile           | Estádio do Maracanã, Rio de Janeiro |
| 16:00 (UTC-3) | Michael 67' · Léo Moura 82' | Relatório | Montillo 40' · Rodríguez 90+1' | Árbitro: URU Roberto Silvera        |

| 13 de abril      | Caracas        | 1 – 3     | Universidad de Chile                              | Estádio Olímpico da UCV, Caracas              |
| 21:00 (UTC-4:30) | González 90+2' | Relatório | Victorino 17' · Olivera 32' (pen) · Rodríguez 35' | Público: 6,333 Árbitro: BOL Joaquín Antequera |

| 14 de abril   | Universidad Católica | 2 – 0     | Flamengo | Estádio San Carlos de Apoquindo, Santiago |
| 20:50 (UTC-4) | Díaz 3' · Silva 45'  | Relatório |          | Árbitro: ARG Sergio Pezzotta              |

| 21 de abril   | Universidad de Chile | 0 – 0     | Universidad Católica | Estádio Monumental, Santiago |
| 20:50 (UTC-4) |                      | Relatório |                      | Árbitro: CHI Pablo Pozo      |

| 21 de abril   | Flamengo                                      | 3 – 2     | Caracas                   | Estádio do Maracanã, Rio de Janeiro |
| 21:50 (UTC-3) | Ronaldo Angelim 17' · Michael 19' · David 75' | Relatório | Castellín 14' · Gómez 67' | Árbitro: URU Jorge Larrionda        |